# Karkku
Karkku est une ancienne municipalité du Satakunta en Finlande,.
Karkku est un paysage précieux à l'échelle nationale en Finlande.

## Histoire
Karkku et Tyrvää ont été absorbés par Vammala en 1973.
Au 1er janvier 1972, la superficie de Keikyä était de 172,5 km2.

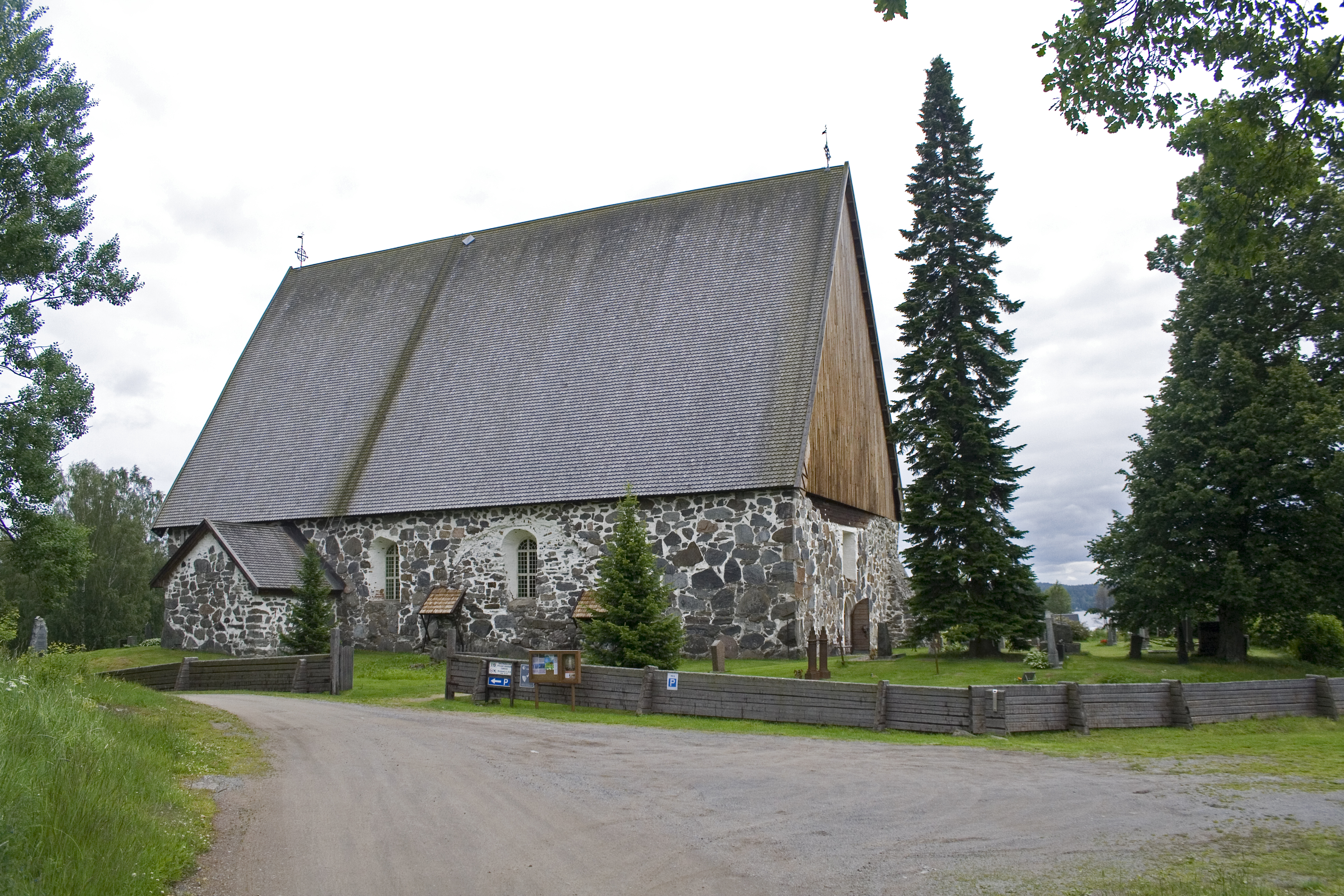
Église de Sastamala.

Et au 31 décembre 1972 elle comptait 2 538 habitants.